# The Sowetan
The Sowetan (deutsch etwa: „Der Sowetoer“) ist eine englischsprachige südafrikanische Tageszeitung, die in Johannesburg erscheint und landesweit verbreitet ist. Sie ist nach dem früheren Township Soweto benannt.

## Geschichte
Etwa ab 1980 wurde The Sowetan vom Unternehmen Argus Publishing Company kostenlos an die schwarze Bevölkerung in urbanen Zentren Südafrikas, vor allem um Johannesburg, verteilt. Anfangs erschien die Zeitung nur samstags und sonntags, dann nur samstags. Die Auflage betrug rund 120.000.
Nachdem die Johannesburger Tageszeitungen Post Transvaal (kurz Post) und Sunday Post, die im selben Verlag erschienen, gebannt worden waren, wurde der Titel The Sowetan als Nachfolgetitel ausgewählt. Die Zeitung erschien erstmals am 1. Februar 1981 als Tageszeitung und wurde schnell zum Sprachrohr der Schwarzen, ihres Lebensstils und ihrer Opposition gegen die Apartheid. 
Erster Chefredakteur war Percy Qoboza, der schon die Post Transvaal geführt hatte, aber bald durch Joe Latakgomo abgelöst wurde. Nachdem Latakgomo Morddrohungen erhalten hatte, wechselte er 1988 zum Star. Bis 2002 war Aggrey Klaaste Chefredakteur. Er führte bereits 1988 das Motto Building the Nation (etwa: „Die Nation formen“) ein, das später durch Power your Future (etwa: „Mach deine Zukunft stark“) abgelöst wurde.
Nach dem Ende der Apartheid ging die Zeitung in den Besitz der New Africa Investments Ltd. (NAIL) über, zu dessen Vorstandsmitglied Klaaste 2002 wurde; etwa 2012 kam sie zur Times Media Group (seit 2017 Tiso Blackstar Group). 2010 wurde das Nachrichtenportal SowetanLive überarbeitet und neu gestartet.

## Struktur, Ausrichtung und Auflage
Die Zeitung hat ihren Sitz in Rosebank, einem Stadtteil von Johannesburg. Chefredakteur ist S’thembiso Msomi (Stand 2018). Politisch steht das Blatt eher links und ist unabhängig. 
2013 wurden durchschnittlich täglich 98.258 Exemplare verkauft, bei 1,646 Millionen Lesern.